# Bacanius usambaricus
Bacanius usambaricus är en skalbaggsart som beskrevs av Heinrich Bickhardt 1911. Bacanius usambaricus ingår i släktet Bacanius och familjen stumpbaggar. Inga underarter finns listade i Catalogue of Life.